# Křížový vrch (Broumovská vrchovina)

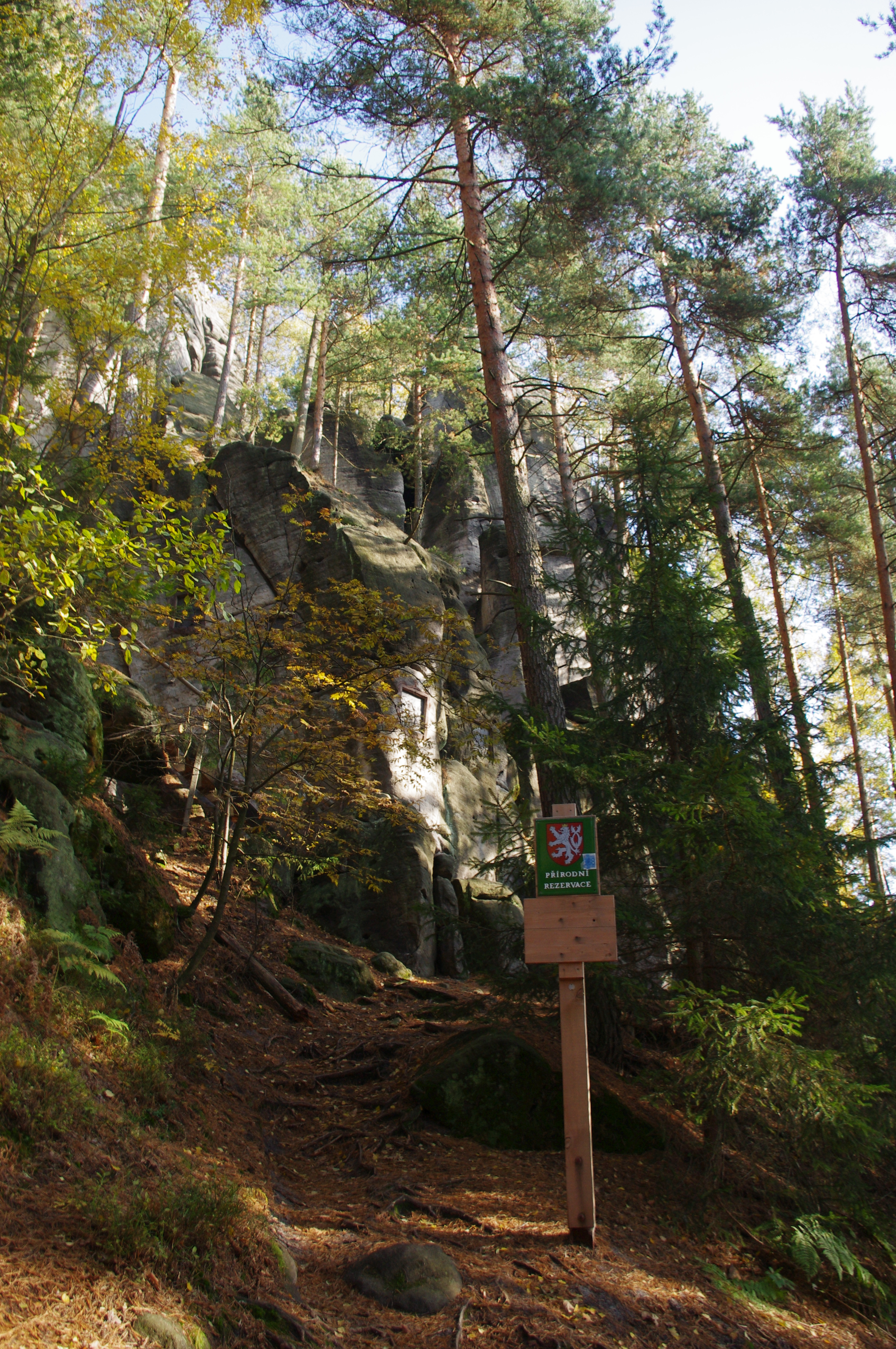
Anfang des Kreuzweges am Fuße der Felsen

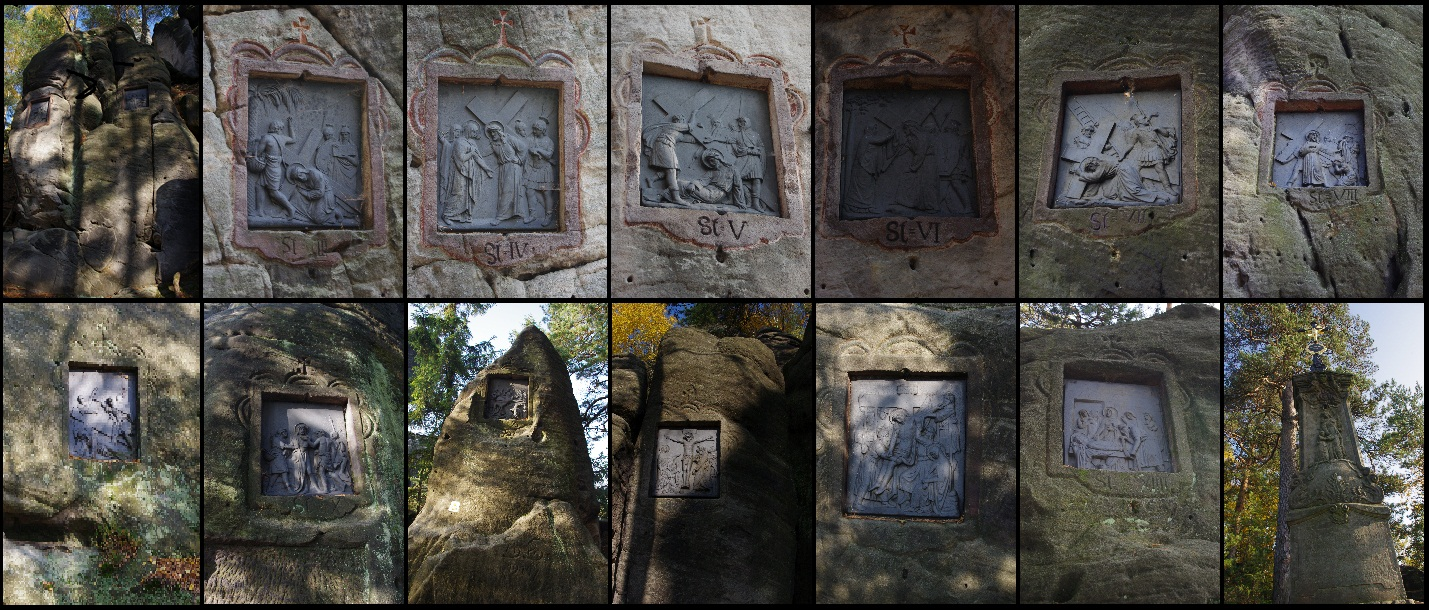
Basreliefs am Kreuzweg

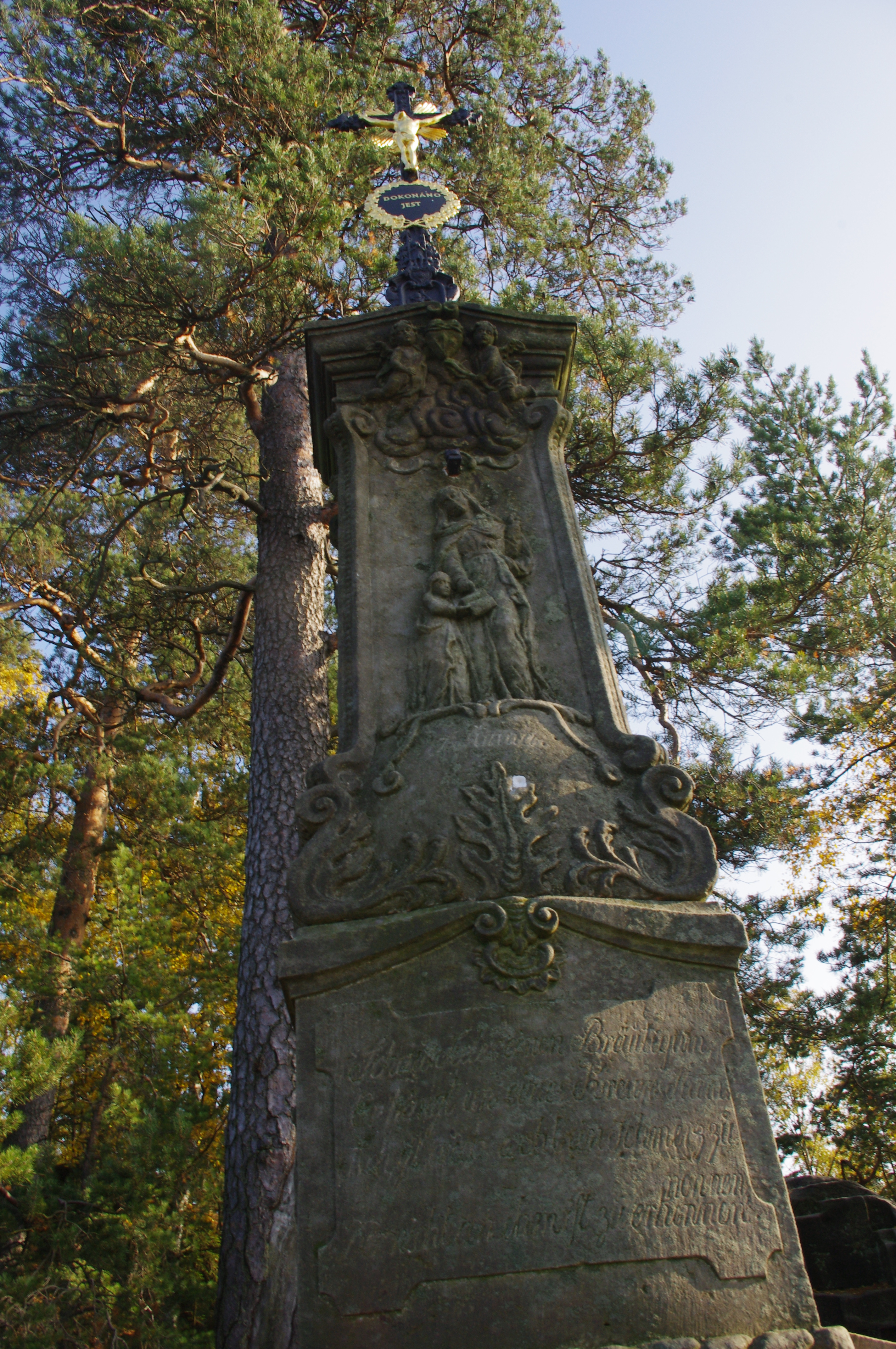
Kreuz am Ende des Kreuzweges

Der Křížový vrch, umgangssprachlich Křížák, (deutsch Holsterberg) ist ein bewaldeter Tafelberg mit einer kleinen Felsenstadt im Nordwesten der Broumovská vrchovina (Braunauer Bergland) in Tschechien. Er liegt auf der Gemarkung Dolní Adršpach der Gemeinde Adršpach im Okres Náchod in Tschechien. 

## Geographie
Der Křížový vrch befindet sich je einen Kilometer nordöstlich von Dolní Adršpach bzw. südwestlich von Zdoňov. Im Norden wird der Berg vom Hrnčířský potok und im Osten vom Zdoňovský potok umflossen; südlich trennt ihn das Tal der Metuje von der Adersbach-Wekelsdorfer Felsenplatte.
Nördlich erhebt sich der Kopeček (Kleiner Berg, 587 m n.m.), im Nordosten der Družstevní vrch (Rauchersberg, 613 m n.m.), südöstlich die Lada (Heide, 623 m n.m.), im Süden die Bučina (Buchberg, 604 m n.m.), südwestlich der Starozámecký vrch (Althausberg, 681 m n.m.) und im Nordwesten der Šibeniční vrch (Galgenberg, 632 m n.m.). 

## Beschreibung
Die Felsplatte des Křížový vrch gliedert sich in das nördliche Hauptplateau (Zdoňovský oblouk), den Kamm (Křížový hřeben) und die Südtürme (Jižní věže); dazwischen ragt von Osten die Zentralschlucht (Centrální rokle) in das Plateau.
Die Felswände am Křížový vrch sind ein Klettergebiet, in dem heute über 200 Felsen und Türme mit über 1550 Wegen beschrieben sind. Dem Klettergebiet werden außerdem die Felsen an der Lada mit 23 Felsen und 87 beschriebenen Wegen als Teilgebiet Zdoňovská Hejda (Merkersdorfer Heide) zugerechnet; die Schwierigkeitsskala der Routen reicht dabei von einfachen Wegen vereinzelt bis zur Xb. Der bekannteste Klettergipfel ist der Waldblößenturm (Maják).
Der gesamte Gipfelbereich des Křížový vrch ist seit 1956 auf einer Fläche von 13,7 ha als Naturreservat Křížová cesta (ursprünglich als Naturreservat Rozsochatec bezeichnet) unter Schutz gestellt.
Vom westlich des Berges vorbeiführenden, gelb markierten Wanderweg zwischen Adršpach und Zdoňov zweigt der im 17. Jahrhundert angelegte, steil ansteigende Kreuzweg ab. Die Stationen des Weges sind gusseiserne, teils polychromierte, in die Felsen eingelassene Basreliefs. Am Maják erreicht der Kreuzweg das Hauptplateau, wo er an einem 1857 errichteten eisernen Kreuz auf hohem Sandsteinsockel, in den die Figuren der hll. Anna, Josef und Johannes von Nepomuk eingearbeitet sind. Der heute für den Berg namensgebende Kreuzweg ist seit 2008 als Kulturdenkmal der Tschechischen Republik geschützt. Vom Aussichtspunkt über dem Maják bietet sich eine Aussicht in nördliche Richtungen zum tschechisch-polnischen Grenzkamm mit der Albendorfer Heide (Hraniční hřbet), Schömberger Heide, Raspenauer Heide und dem Oberwald (Mirošovské stěny). Der 150 m östlich des Aussichtspunktes befindliche Berggipfel ist nicht zugänglich.
Im Töpfergrund (Hrnčířské údolí) nördlich des Berges steht die Kapelle des hl. Johannes von Nepomuk.

## Geschichte
Es wird angenommen, dass der Wald auf dem Holsterberg seit der Besiedlung der Gegend im 13. Jahrhundert forstwirtschaftlich genutzt wurde. Im 17. Jahrhundert ließen die Besitzer der Herrschaft Adersbach den vom Kirchweg von Adersbach nach Merkelsdorf abzweigenden Kreuzweg auf den Berg anlegen. Am oberen Ausgang des Kreuzweges wurde 1857 ein gusseisernes Kreuz auf hohem Sandsteinsockel aufgestellt.
Zu Beginn des 20. Jahrhunderts begann die bergsteigerische Erschließung des Holsterberges; Georg Richter und Rudolf Glatzer bestiegen den markanten Felsen am Kreuzweg und gaben ihm den Namen Waldblößenturm. Er stellte noch lange Zeit den Mittelpunkt der Kletteraktivitäten am Holsterberg dar, in den Folgejahren wurden mehrere neue Wege erschlossen. 1935 bestiegen Wilhelm Taubert, Edmund Oehme und Hellmuth Rieger erstmals den Außiger Turm (Ústecký věž). Nach dem Zweiten Weltkrieg und der Vertreibung der deutschen Bevölkerung kam zunächst auch die Felskletterei am Křížový vrch zum Erliegen, 1949 wurde sie wieder aufgenommen. 1957 bestiegen František Čepelka und Rudolf Ziedler erstmals den Kreuzturm (Křížová věž).